# Копцевы Хутора
Ко́пцевы Хутора́ — деревня в Липецком районе Липецкой области. Входит в состав Кузьмино-Отвержского сельсовета. Находится в пригородной зоне Липецка.
Население на 2022 год составляет 1780 человек.

## География
Расположены по левой стороне (со стороны Липецка) Лебедянского шоссе и граничат с селом Кузьминские Отвержки в 6 километрах от Липецка.

## Население
| 2010 | 2012  |
| ---- | ----- |
| 1729 | ↗1861 |

## Инфраструктура
Копцевы Хутора застроены каменными домами и коттеджами. В деревне один благоустроенный пруд. Все улицы асфальтированы. Центральные улицы — Вокзальная, Котовского и Советская. Есть почта, детский сад, дом культуры, библиотека, магазины (в том числе федеральных розничных сетей), аптека, кафе, спортивный комплекс «Атлант».

## Транспорт
Остановка общественного транспорта «Кузьминские Отвержки». Останавливаются автобусы: 1,105,105к,127,134,148,405.
Расписание автобуса 105:
В город Липецк до Центрального рынка:06:25,07:05,08:15,08:50,10:05, 11:30,12:45,13:50,14:45,15:55,16:50,     17:40,18:50,19:45,20:35,21:40,22:30.